# Johan Wilhelm Dalman
Johan Wilhelm Dalman (ur. 4 listopada 1787 w Hinsebergu, zm. 11 lipca 1828 w Sztokholmie) – szwedzki przyrodnik.
Johan Wilhelm Dalman kształcił się początkowo w Christiansfeld w Szlezwiku-Holsztynie, a następnie studiował prawo na Uniwersytecie w Lund. Zainteresowały go jednak nauki przyrodnicze i rozpoczął studia medyczne na Uniwersytecie w Uppsali. W 1816 r. ukończył studia, uzyskując dyplom lekarza, a rok później na Uniwersytecie w Uppsali doktoryzował się.
Dalman został bibliotekarzem Królewskiej Szwedzkiej Akademii Nauk, a w 1821 r. jej członkiem. Później został dyrektorem ogrodu zoologicznego, a następnie wykładał botanikę w Instytucie Karolinska w Sztokholmie. W 1824 r. uzyskał tytuł profesora.

## Praca naukowa
Dalman interesował się głównie entomologią i botaniką, ale zaangażował się także w systematykę i taksonomię trylobitów. Terminu trylobit użył w 1771 r. po raz pierwszy Johann Ernst Immanuel Walch. W 1820 r. termin „trylobit” był powszechnie używany, z wyjątkiem Dalmana, który proponował termin „palaeades”. Dalman zwrócił uwagę na słabo określone bruzdy osiowe w pochodzącym z ordowiku trylobicie Nileus.
W naukowych nazwach opisanych przez niego taksonów dodawane jest jego nazwisko Dalman. Jego nazwiskiem nazwano rodzaj trylobita Dalmanites.